# Регулярный парк

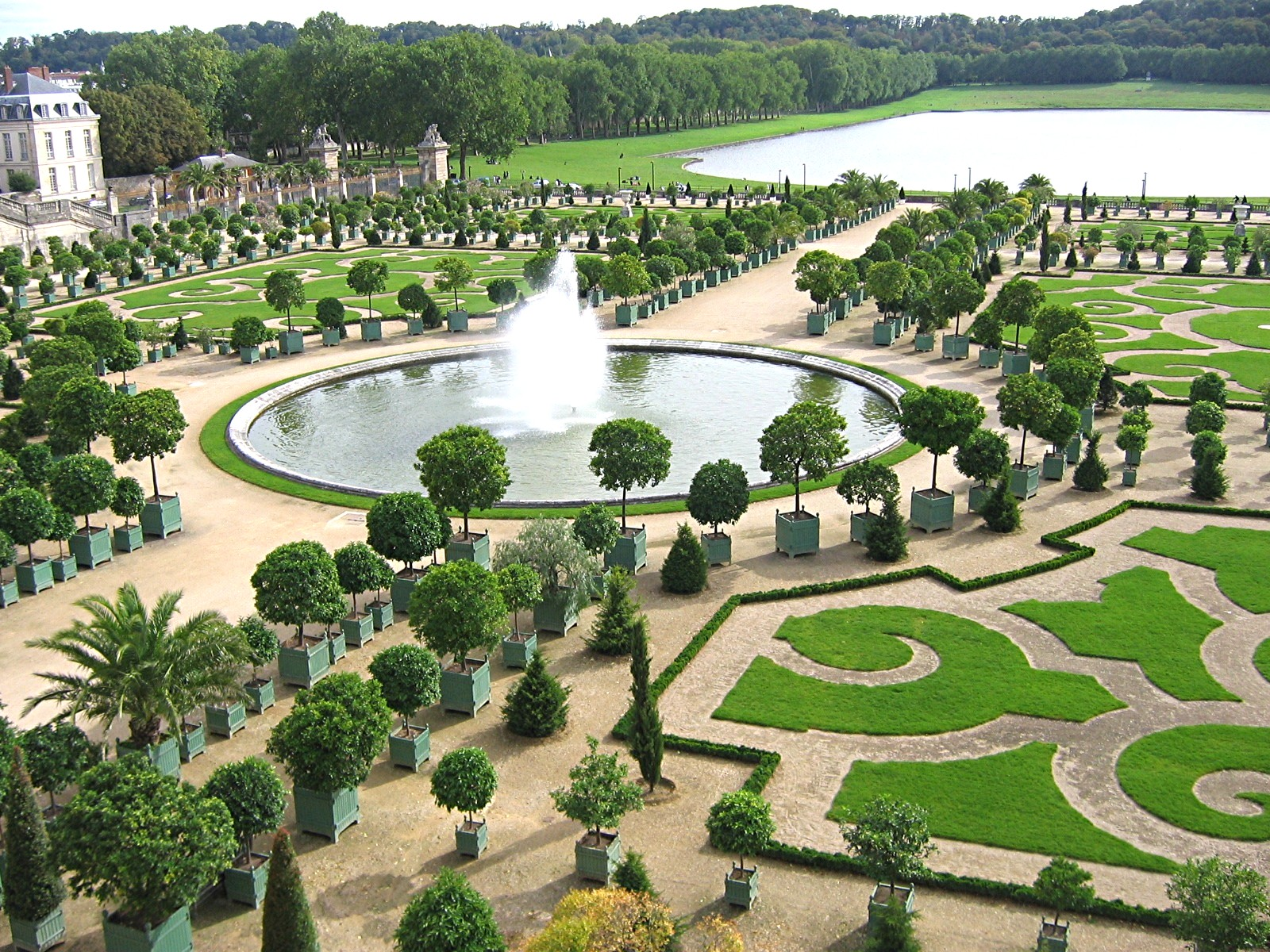
Партеры Оранжереи в Версальском парке

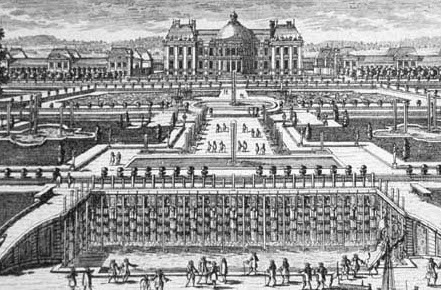
Сады Во-ле-Виконт на офорте XVII века

Регуля́рный парк (или сад; также францу́зский или геометри́ческий парк; иногда также «сад в регулярном стиле») — парк, имеющий геометрически правильную планировку, обычно с выраженной симметричностью и регулярностью композиции. Характеризуется прямыми аллеями, являющимися осями симметрии, цветниками, партерами и бассейнами правильной формы, стрижкой деревьев и кустарников с приданием посадкам разнообразных геометрических форм.
Устройство парков в регулярном стиле достигло наивысшего пика во Франции в эпоху барокко (XVII—XVIII века), примером чего являются сады Версаля, созданные для Людовика XIV ландшафтным архитектором Андре Ленотром. Моду на регулярные парки быстро переняли в других странах Европы; отсюда распространённое название регулярных садов как «французских» (фр. jardin à la française). Однако оно исторически неточно — регулярные сады зародились в Италии в Эпоху Возрождения, а наибольшей изощрённости достигли в Англии в XIX веке, где стала практиковаться стрижка посадок в сложных и экзотических формах (в виде животных, птиц, грибов, спиралей и т. п.; см. Топиар).
Регулярные сады и парки очень распространены при дворцах и замках; как правило, они являются важной составной частью дворцово-парковых ансамблей.

## История появления регулярного парка

### Итальянское влияние

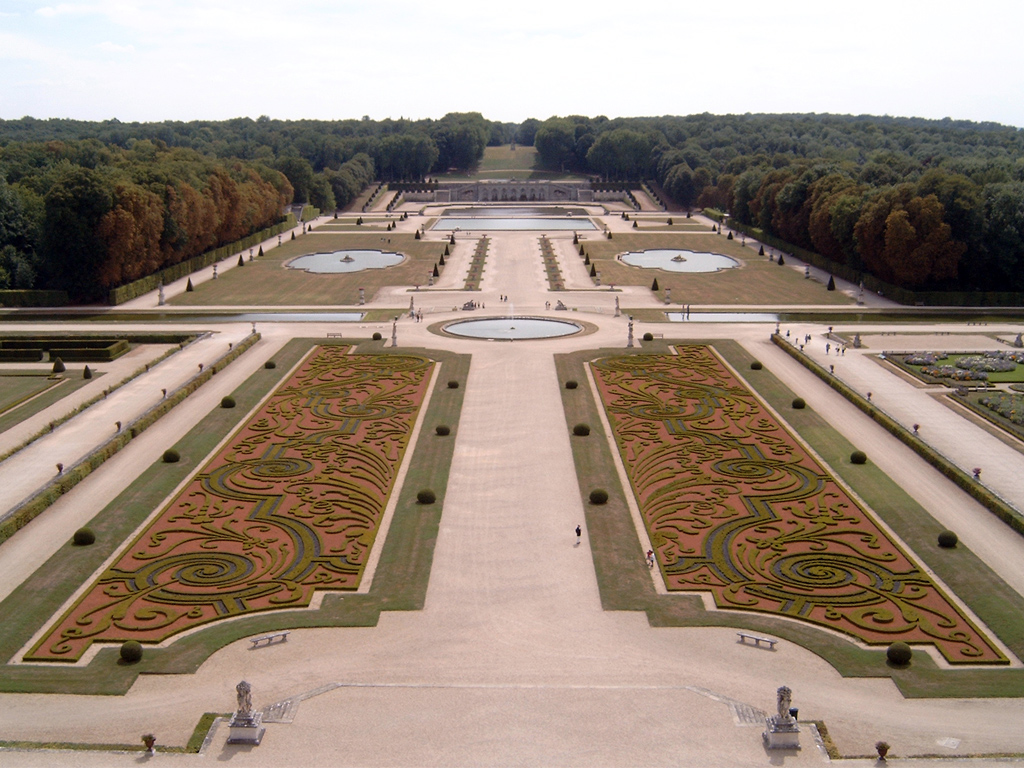
Главная перспектива парка в поместье Во-ле-Виконт

Французский регулярный парк имеет свои корни в итальянских садах эпохи Ренессанса, принципы устройства которых были привнесены во Францию в начале XVI столетия. Типичными образцами итальянского сада эпохи Ренессанса являются Сады Боболи во Флоренции и Вилла Медичи во Фьезоле, которые характеризуются наличием партеров (рассадочных гряд) правильных геометрических форм, устроенных симметричным рисунком; использованием фонтанов и каскадных эффектов для одушевления сада; лестниц и уклонов для объединения разных уровней сада; гротов, лабиринтов и скульптурных групп на мотивы мифологий. Такие сады символизировали гармонию и порядок, главные идеалы эпохи Ренессанса, и олицетворяли добродетели Древнего Рима.
Король Карл VIII после своего похода в Италию в 1495 году, где он имел удовольствие видеть замки и сады Неаполя, привёз с собой во Францию итальянских ремесленников и садовых мастеров, в том числе Пачелло де Меркольяно, которые по его распоряжению приступили к устройству садов итальянского стиля в королевской резиденции в Амбуазе. Его наследник Генрих II, который также вёл итальянские войны и встречался в Италии с Леонардо да Винчи, устроил итальянский сад поблизости от королевского замка в Блуа. Начиная с 1528 года, король Франциск I занялся устройством нового сада во Дворце Фонтенбло, где были предусмотрены фонтаны, партеры, сосновая роща из привезенных из Прованса деревьев, а также был сооружён первый во Франции искусственный грот. В замке Шенонсо было устроено два сада в новом стиле — один в 1551 году для Дианы де Пуатье, а второй в 1560 году для Екатерины Медичи.
В 1536 году архитектор Филибер Делорм после своего возвращения из Рима занялся устройством садов замка Ане согласно итальянским принципам пропорциональности. Тщательно выверенная гармоничность садов Ане, отраженная в их партерах и водоёмах, объединённых с участками зелёных насаждений, стала одним из самых ранних и наиболее значительным образцом классического французского регулярного сада.
Несмотря на то что сады французского Ренессанса уже существенно отличались по своему характеру и виду от садов эпохи средневековья, они по-прежнему были отдельной от замка архитектурной композицией и, как правило, обрамлялись стеной. Отсутствовала гармоничная взаимосвязь между разными участками сада и сады зачастую устраивали на неподходящих земельных участках, которые соответствовали скорее целям обороны замка, чем целям создания прекрасного. Всё переменилось в середине XVII века после устройства первых настоящих французских регулярных садов.

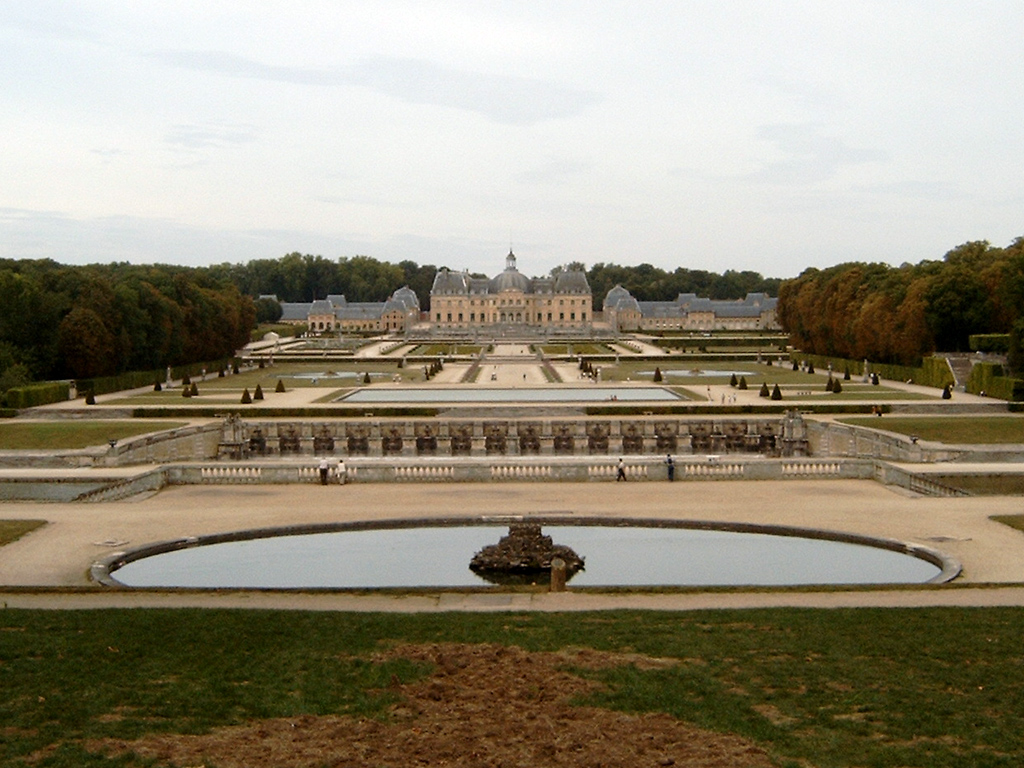
Во-ле-Виконт в наши дни

### Во-ле-Виконт
Первый значительный садово-парковый комплекс регулярного стиля появился во Франции во дворце Во-ле-Виконт. Возведение поместья Николя Фуке, суперинтенданта финансов при короле Людовике XIV, началось в 1656 году. Проектирование и возведение замка Фуке поручил архитектору Луи Лево, создание скульптур для парка — художнику Шарлю Лебрёну, а устройством садов было доверено Андре Ленотру. Впервые во Франции сады и дворец были задуманы и выполнены как единый садово-архитектурный комплекс. Со ступеней дворца открывалась прекрасная перспектива на 1500 метров вдаль, вплоть до статуи Геркулеса Фарнезского; на территории парка были устроены партеры с использованием вечнозеленых кустарников в орнаментных узорах, окаймлённых цветным гравием, а аллеи были декорированы скульптурами, водоёмами, фонтанами и изящно выполненными топиарами. «Симметрия, устроенная в Во, доведена до совершенства и цельности, которые редко встречаются в классических садах. Дворец помещен в центр этой взыскательной пространственной организации, олицетворяя силу и успех».

### Сады Версаля

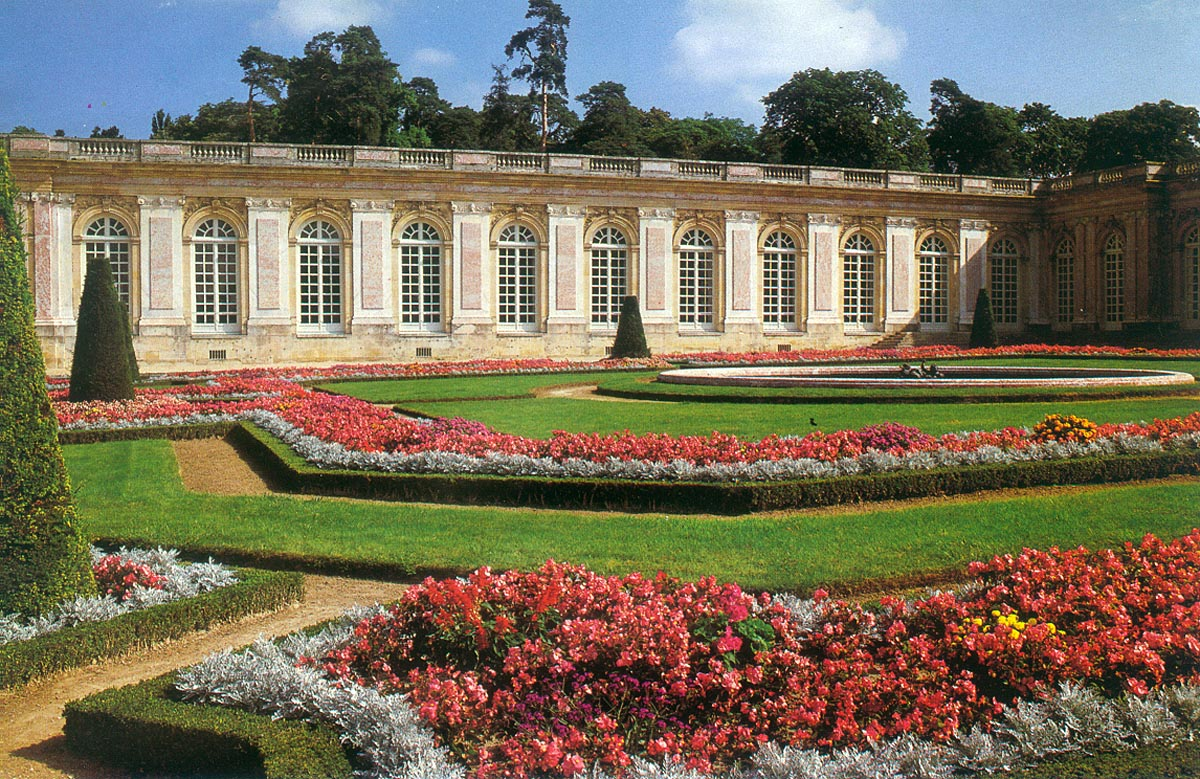
Сад дворца Большой Трианон в Версале

Сады Версальского дворца, созданные Андре Ленотром в период между 1662 и 1700 годами, являются самым выдающимся образцом французского регулярного сада. Они были самыми крупными садами в Европе, занимая в эпоху Людовика XIV площадь 8300 гектаров. Они разбиты вдоль осевой линии восток-запад, следуя движению солнца: Солнце озаряло на восходе Двор Славы, освещало Мраморный двор, переходило через дворец, освещая спальню Короля, и садилось за дальней стороной Большого канала, отражаясь в зеркалах Зеркальной галереи. Контрастируя с роскошным перспективным видом, простирающимся до горизонта, сады были полны сюрпризов — фонтаны, боскеты, наполненные скульптурными работами, придавали садам маломасшабность и образовывали укромные уголки.
Главным символом садов, как и всего комплекса, было Солнце — символ Людовика XIV, олицетворенное статуей Аполлона в главном фонтане садов. «Виды и перспективы, как со стороны дворца, так и на него, уходили в бесконечность. Король властвует над природой, показывая в садах не только своё верховенство над территориями, но также и над придворными и подданными».

## Теоретики и практики французских регулярных садов
Жак Буасо (1560—1633), суперинтендант королевских садов при Людовике XIII, является первым теоретиком нового регулярного стиля. Его труд Traité du jardinage selon les raisons de la nature et de l’art. Ensemble divers desseins de parterres, pelouzes, bosquets et autres ornements был издан уже после его смерти в 1638 году. 60 офортов, посвященных планированию партеров и боскетов, сделали этот труд руководством по стилю для садоводов; он окажет влияние на работы по устройству Люксембургского сада, Садов Тюильри и садов в Сен-Жермен-ан-Ле.
Клод Молле (ок. 1564—1649), главный садовник трёх королей Франции Генриха IV, Людовика XIII и молодого Людовика XIV. Его отец Жак Молле (фр. Jacques Mollet), был садовником в шато Ане, на землях которого была предпринята успешная попытка организовать во Франции регулярный сад итальянского стиля и где обучался Клод, а его сын, Андре Молле, перенёс французский парковый стиль в Голландию, Швецию и Англию.
Андре Ленотр (1613—1700) является самым важным персонажем в истории французского регулярного сада. Сын садовника Людовика XIII, он создал сады дворца Во-ле-Виконт, а затем служил главным садовником Людовика XIV с 1645 по 1693 год и стал автором садов Версаля, величайшего проекта садово-паркового искусства той эпохи. Созданные им сады стали символами французского величия и рациональности, установив и закрепив моду для садов Европы вплоть до появления в XVIII веке английского пейзажного парка.
Антуан-Жозеф Дезалье д’Аржанвиль (1680—1765), автор работы La théorie et la pratique du jardinage, где описываются принципы устройства французского регулярного сада и приводятся рисунки и чертежи партеров и садов. Эта работа переиздавалась множество раз и часто встречалась в библиотеках аристократов различных европейских стран.

## Специальные термины регулярного сада

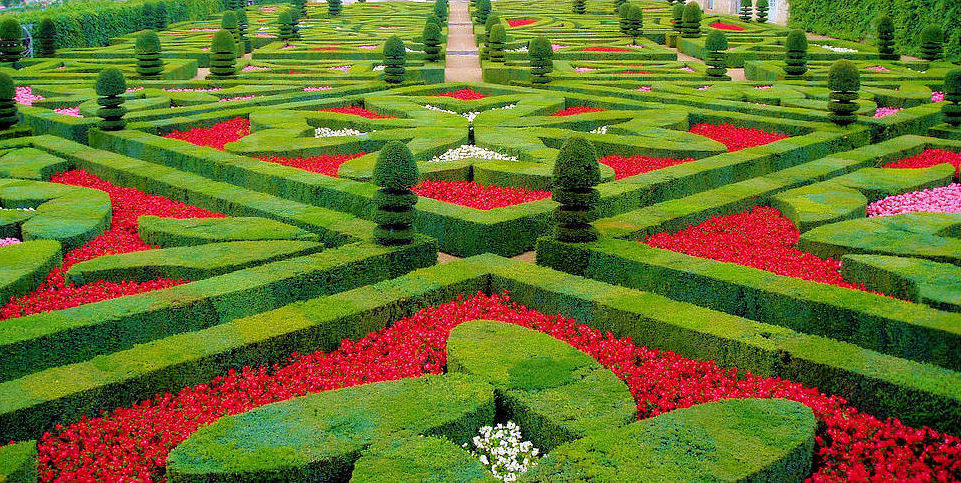
Кружевные партеры в садах Вилландри

- Партер. Декоративная посадочная гряда, как правило, квадратной или прямоугольной формы, содержащая узорный орнамент из низких декоративных растений, имеющий низкие тщательно подстриженные края, гравий или крупный песок разных оттенков и, иногда, цветы. Обычно партеры разбивались по геометрическим шаблонам, разделённые песчаными дорожками. Предполагалось, что партеры будут видны сверху из окон здания или с террасы. Газонный партер (фр. parterre de gazon) застилался дёрном согласно рисунку узора и заполнялся крупным песком[11].
- Кружевной партер (фр. broderie). Партер с сильно вьющимся декоративным узором, сформированным из подстриженного тисового дерева или самшита, либо создавая узор заполнением подготовленного газона цветным песком.
- Боскет. Небольшая группа деревьев, обычно на некотором удалении от здания, задуманная как декоративный задник.
- Аллея. Прямая дорожка, часто с высаженными по её краям деревьями.
- Топиар. Дерево или куст, подстриженный в узорчатой форме. В регулярных садах применялись, как правило, геометрические формы стрижки.
- Гусиная лапа (фр. patte d'Oie). Три или пять аллей или дорожек, выходящих из одной точки.

## Главные принципы устройства французского регулярного сада
В 1638 году Жак Бойсо в своем труде Traité du jardinage selon les raisons de la nature et d’art отмечает, что «основной причиной существования сада является эстетическое удовольствие, передаваемое зрителю».
На композицию французского регулярного сада большое влияние оказали итальянские сады эпохи Ренессанса, и его принципы были закреплены к середине XVII столетия. Как правило, регулярный сад имеет следующие типовые признаки:

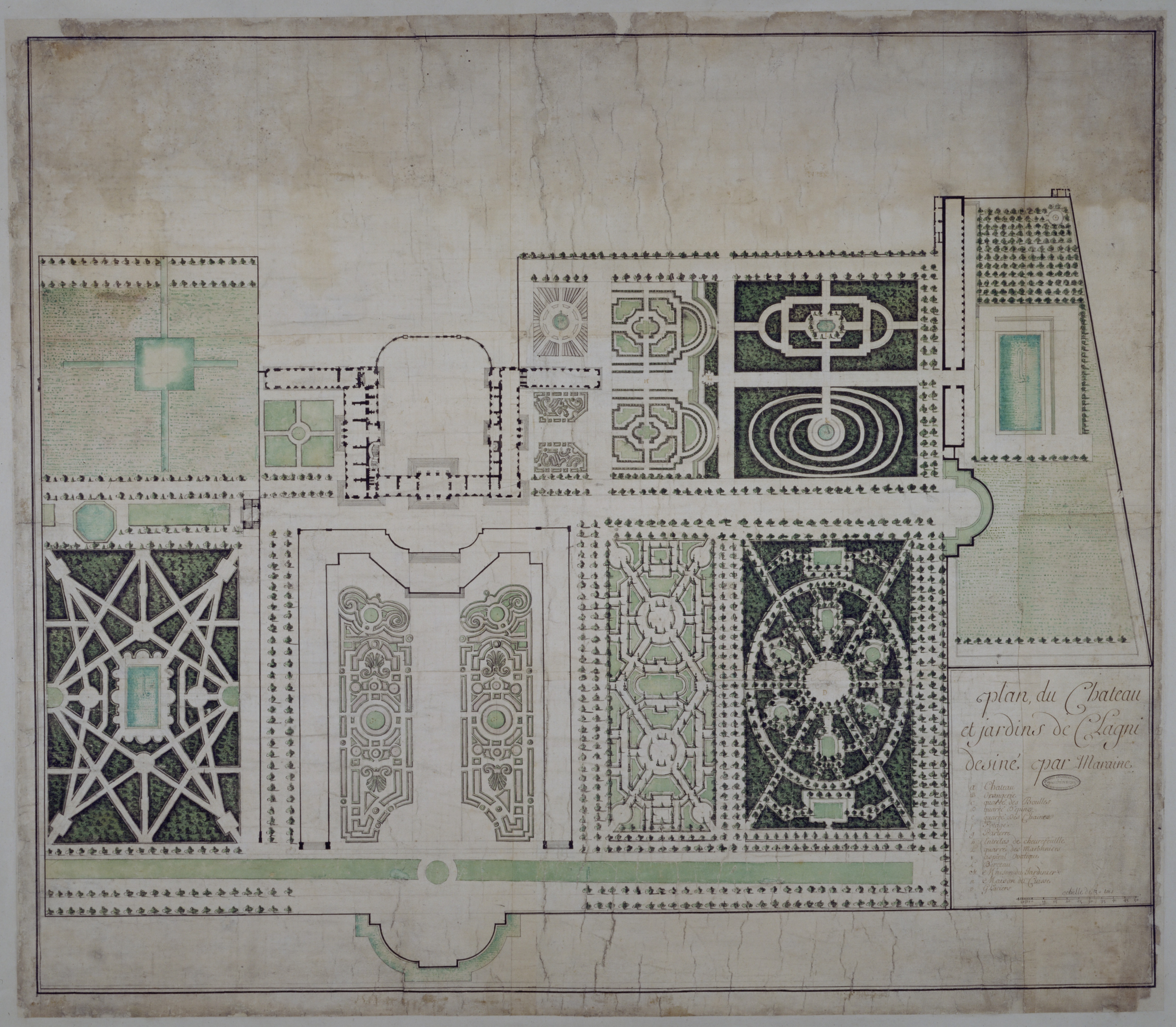
План садов и парка в Кланьи

- Геометрический план в соответствии с последними достижениями в сферах перспективы и оптики.
- Терраса, возвышающаяся над садом, позволяющая зрителю окинуть взглядом весь сад. Как писал в 1600 году французский ландшафтный архитектор Оливье де Серр, «желательно, чтобы имелась возможность обозревать сады сверху, либо с окружающих стен, либо с террасы, поднятой над партерами»[13].
- Все зеленые насаждения заключены в жесткие формы и рамки, символизируя власть человека над природой[14]. Деревья высаживаются прямыми линиями, тщательно стригутся, а их верхушки приводятся к одинаковой высоте.
- Центральной точкой сада и его главным украшением является жилой дом. Деревья не высаживаются рядом с домом; скорее дом отделяется низкими партерами и подстриженным кустарником[15].
- Главная ось, или перспектива, прокладывается перпендикулярно фасаду дома на стороне, противоположной центральному подъезду. Перспектива вдоль главной оси простирается либо до горизонта (Версаль) либо до скульптурной или архитектурной композиции (Во-ле-Виконт). Ось обращена на юг (Во-ле-Виконт, Мёдон) или на восток-запад (Тюильри, Кланьи, Трианон, Со). Вдоль главной оси располагается композиция из подстриженного газона либо водоёма, обрамленная деревьями. Главная ось пересекается одной или несколькими перспективами и аллеями.
- Наиболее изящные партеры, имеющие форму квадратов, овалов, кругов или волюты, устраиваются в строгом и геометрическом порядке непосредственно у дома, образуя единый архитектурно-парковый комплекс, и видимы из окон верхних этажей.
- Непосредственно рядом с жилым домом устраивают кружевные партеры, формируя рисунок, напоминающий ковёр при помощи невысоких самшитов, и добиваясь многокрасочного эффекта высаживая цветы или применяя разноцветный песок или гравий.
- Далее от дома на смену кружевным партерам приходят более простые партеры, засеянные травой и часто имеющие фонтаны или другие водоёмы. Ещё дальше, небольшие тщательно сформированные гроты из деревьев служат переходным звеном между регулярным садом и лесными посадками парка. «Эти места, задуманные для прогулок, имеют аллеи, маршевые лестницы, петли, ярусы зеленых насаждений, галереи, спортивные площадки и участки для торжеств»[16].
- Водоёмы (каналы, бассейны) устраиваются в качестве зеркал, удваивающих высоту деревьев или зданий.
- Сад одушевляется скульптурными композициями, обычно на мотивы мифологий, для усиления или для прерывания перспектив и для отметки пересечения осей, а также для подачи воды в фонтаны и каскады.

## Сад как проявление архитектуры

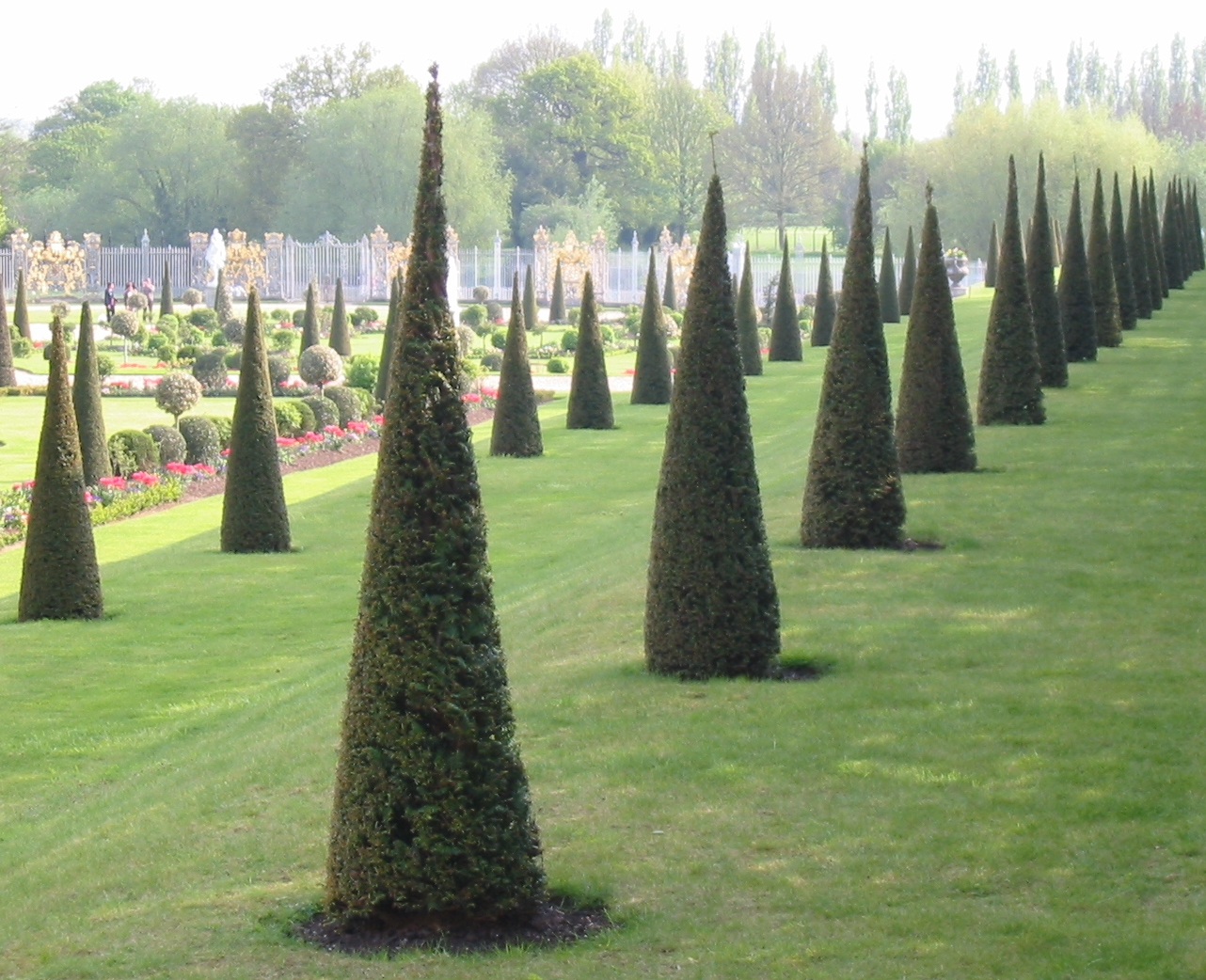
Уголок парка в Хэмптон-корте, Лондон

Устроители садов регулярного стиля считали свою деятельность разновидностью труда архитектора, расширяя пространство здания за пределы его стен и упорядочивая природу в соответствии с законами геометрии, оптики и перспективы. Сады создавались подобно зданиям, с анфиладой комнат, через которую проходил зритель, следуя заданным маршрутом, с коридорами и вестибюлями. В своих чертежах они использовали терминологию архитекторов; площадки назывались залами, комнатами и зелеными театрами. «Стены» выполняли посредством подстриженного кустарника, а «лестницы» посредством воды. На земле были покрывала или ковры из травы, украшенные растениями, а деревья образовывали портьеры вдоль аллей.
Подобно архитекторам, проектировавших системы водоснабжения в зданиях шато, ландшафтные архитекторы устраивали гидравлические системы для снабжения водой фонтанов и водоемов сада. Большие наполненные водой бассейны заменяли зеркала, а струи воды из фонтанов замещали канделябры. В боскете «Заводь» садов Версаля Андре Ленотр разместил столы из белого и красного мрамора, чтобы сервировать на них угощения. Текущая вода в бассейнах и фонтанах имитировала наполнение кувшинов и хрустальных бокалов. Доминирование архитектуры в садах существовало вплоть до XVIII века, когда в Европу пришли английские пейзажные парки, и источником вдохновения для устройства садов стала служить романтичная живопись вместо архитектуры.

## Сад как театр
В регулярных садах часто устраивали постановку спектаклей, музыкальных выступлений и фейерверки. В 1664 году Людовик XIV устроил семидневное торжество в обновленных садах Версаля с церемониальными проходами, постановкой комедий, балетов и устройством фейерверков. В садах Версаля находился водный театр, украшенный фонтанами и статуями юных богов (разрушено между 1770 и 1780 годами). Были построены полноразмерные корабли для прогулок по Большому каналу, а в саду был устроен танцевальный зал под открытым небом, окруженный деревьями; также были устроены водный орган, специальный лабиринт и грот.

## Эффекты перспективы
Ландшафтные архитекторы при создании регулярных парков не ограничивались простым соблюдением законов геометрии и прямой линейной перспективы — уже в первых опубликованных трактатах по садоводству, в XVII веке, они отводили целые разделы аспектам коррекции или улучшения перспективных видов, как правило, формируя иллюзию увеличения расстояний. Это достигалось путём постепенного сужения аллей или сведения рядов деревьев в одну точку. Деревья подстригали таким образом, чтобы их высота казалась меньше по мере удаления от центра сада или от жилого здания и размеры садов казались больше, чем они есть на самом деле. Такие приёмы имеют в истории искусства обобщающее название «усиленно сходящейся перспективы».
Другой уловкой французских мастеров был особый ров аха. Этот способ использовался для маскировки ограждений, пересекавших длинные аллеи или перспективы. В месте, где ограда пересекала видовую панораму, выкапывали широкий и глубокий ров с вертикальной каменной стеной на одной стороне. Также ограду могли размещать на дне рва, и таким образом она была невидима для зрителей.
По мере того как на протяжении XVII столетия сады становились всё более изысканными и грандиозными, они перестали служить украшением замка или дворца. На примере шато Шантийи и Сен-Жерменского дворца видно как замок становится декоративным элементом сада, занимающего гораздо большую площадь.

## Новые технологии в регулярных парках
Появление и развитие французских регулярных парков в XVII и XVIII веках стало возможным благодаря разработке множества новых технологий. Во-первых, это умение перемещать значительные объёмы грунта (фр. géoplastie). Это умение появилось благодаря нескольким технологическим разработкам, пришедшим в садоводство из военного дела. Важную роль сыграло появление артиллерийских орудий и новых механизмов ведения осадных боевых действий, поскольку для них стало необходимым быстро выкапывать траншеи и возводить стены и грунтовые укрепления. В результате были изобретены корзины для переноса грунта на спине, ручные тележки, повозки и фургоны. Эти технологии использовал Андре Ленотр при сооружении разноуровневых террас и при масштабном рытье каналов и бассейнов.

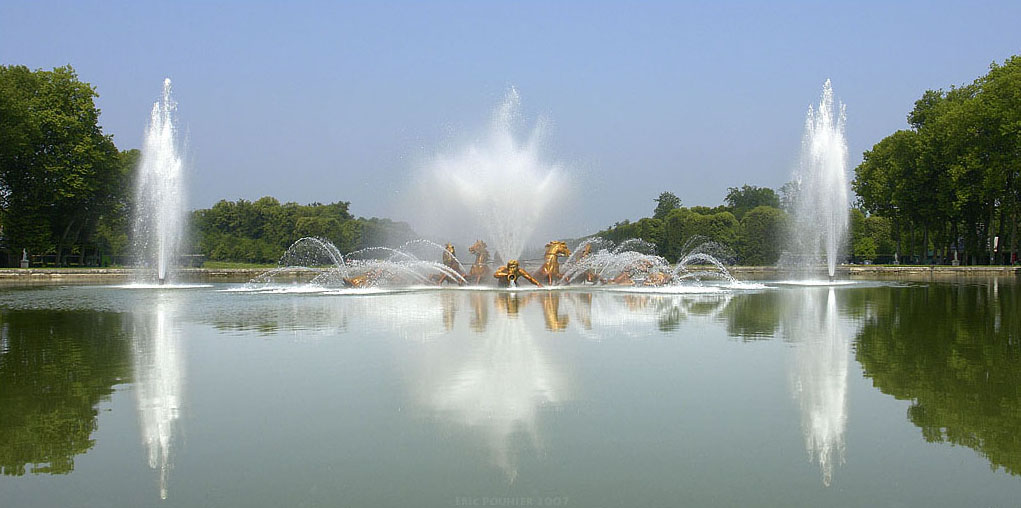
Бассейн Аполлона в Версале

Во-вторых, большое значение имела гидрология (фр. hydrologie) — технология снабжения садов водой для полива зеленых насаждений и для многочисленных фонтанов. Эти разработки не имели особого успеха в Версальских владениях, расположенных на возвышенности; даже сооружение 221 помпы, прокладка системы каналов для поднятия воды из Сены и сооружение в 1681 году гигантского насосного механизма в Марли не позволили добиться давления воды в трубах, необходимого для одновременной работы всех фонтанов Версальского парка. Водопроводчиков расставляли по всему маршруту прогулки короля, и их задачей было включать фонтаны на тех участках парка, куда подходил король.
Существенное развитие получила гидроплазия (фр. hydroplasie), технология придания фонтанным струям различных форм. Форма струи зависит от давления воды и формы наконечника. Эта технология позволила создать новые формы, среди которых tulipe (тюльпан), double gerbe (двойной пучок), Girandole (жирандоль), candélabre (канделябр), corbeille (букет), La Boule en l’air (шар в воздухе) и L’Evantail (веер). В те времена это искусство было тесно переплетено с искусством фейерверков, где стремились достичь подобные эффекты при помощи огня, а не воды. Игра фонтанов и фейерверки зачастую сопровождались музыкальными композициями и они символизировали как человеческая воля укрощает и придаёт форму природным явлениям (огонь и вода).
Также большой шаг вперед сделала наука возделывания растений в части возможности выращивать в северной Европе растения более теплых климатических поясов, оберегая их внутри помещений и выставляя их на открытую местность в цветочных горшках. Первая во Франции оранжерея была построена в XVI веке, после того как в результате итальянских войн во Франции появились апельсиновые деревья. Толщина стен в оранжерее Версаля достигала 5 метров, а двойные стены позволяли зимой поддерживать температуру между 5 и 8 градусами. В наши дни она вмещает 1200 деревьев.

## Деревья, цветы и оттенки регулярных парков

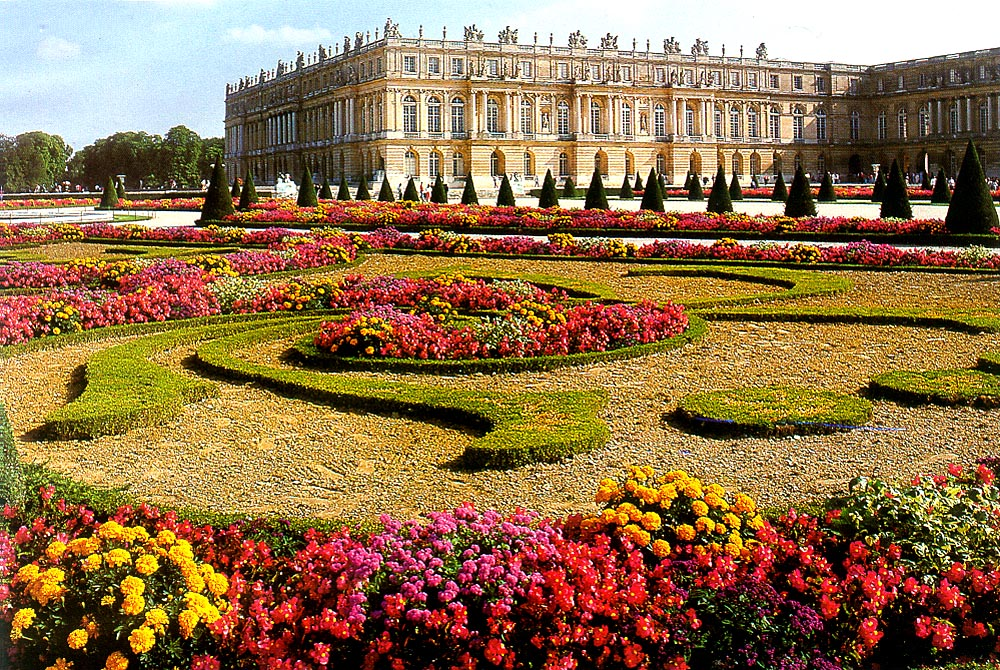
Северный партер Версальского парка

Декоративные цветы встречались во французских садах XVII века крайне редко, и набор их цветовых оттенков был невелик: синий, розовый, белый и фиолетовый. Более яркие оттенки (жёлтый, красный, оранжевый) появились только после 1730 года, когда в Европе стали доступны мировые достижения в области ботаники. Луковицы тюльпанов и прочие экзотические цветы поступали из Турции и Голландии. Очень важным декоративным элементом в Версале и в других садах стали топиары, дерево или куст, которому стрижкой придана геометрическая или гротескная форма. Топиары размещали рядами вдоль главной оси сада, чередуя их с вазами и скульптурами.
В Версале цветочные клумбы были устроены только в Трианоне и в Северном партере непосредственно возле дворца (именно на Северный партер выходят окна Больших королевских покоев). Цветы обычно доставлялись из Прованса, содержались в горшках и менялись 3 или 4 раза в год. Из финансовых ведомостей Версаля за 1686 год видно, что в садах было использовано 20 050 луковиц желтых жонкилий, 23 000 цикламен и 1 700 лилий.
Большинство деревьев в Версале было перенесено из лесов; использовались грабы, вязы, липы и буки. Также там росли каштаны, завезённые из Турции, и акация. Взрослые большие деревья выкапывались в лесах Компьени и Артуа и заново высаживались в Версале. Множество деревьев погибало после пересадки и их регулярно меняли.
Деревья в парке были подстрижены горизонтально и выровнены на верхушках, придавая им нужную геометрическую форму. Только в XVIII веке деревьям позволили расти естественно.

## Угасание французских регулярных парков

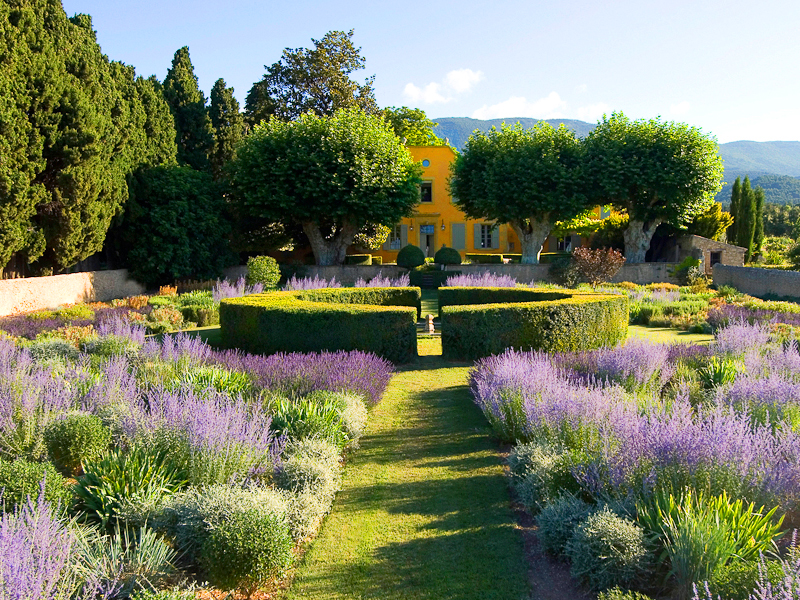
Современный регулярный парк в Провансе: Павильон Галун

Андре Ленотр скончался в 1700 году, однако его идеи и его ученики преобладали в садово-парковом искусстве Франции всю эпоху правления Людовика XV. Его племянник Дего создал сады в Баньоле (департамент Сен-Сен-Дени) по заказу регента Филиппа II Орлеанского (1717 год) и в Шан-сюр-Марн (департамент Сена и Марна), а другой родственник, зять Клода Дего, Гарнье Диль создавал сады для Маркизы де Помпадур в Креси (департамент Эр и Луар) в 1746 году и в шато Бельвю (департамент О-де-Сен) в 1748—1750 годах. Основным источником вдохновения для садов по-прежнему служила архитектура, а не природа — именно архитектор по специальности Анж Жак Габриэль проектировал элементы садов в Версале, Шуази (департамент Валь-де-Марн) и в Компьене.
Всё же со временем в регулярных парках стали появляться легкие отклонения от строгих законов геометрии. Изящные кружевные партеры с их завитками и обратными кривыми стали заменять на газонные партеры, обрамленные цветочными посадками, которые было намного легче обслуживать. Круги стали овалами, а аллеи расходились наружу в форме знака Х и стали появляться фигуры в виде неправильного восьмиугольника. Сады стали устраивать на участках земли с естественным ландшафтом, вместо того чтобы выравнивать поверхность, формируя искусственные террасы.
В середине XVIII столетия наступил закат эпохи симметричных регулярных парков вследствие распространения новых пейзажных парков, устраиваемых английскими аристократами и крупными земельными собственниками, а также из-за роста популярности китайского стиля, завезённого во Францию монахами иезуитами, стиля отвергающего симметрию в пользу природы и сельских картин. Во многих французских имениях сады, непосредственно примыкающие к жилому дому старались сохранять в традиционном регулярном стиле, однако остальную часть парка устраивали в соответствии с новым стилем, имевшим разные названия — английский парк, англо-китайский, экзотический и живописный. Тем самым во Франции наступил конец периода французского регулярного парка и начался период пейзажного парка, источником вдохновения которого служила не архитектура, а живопись, литература и философия.
В настоящее время очень редко появляются новые масштабные реализации «регулярных парков». Примером такого успешного проекта служит регулярный парк, созданный известным французским дизайнером Жаком Гарсиа в своём нормандском имении Шан-де-Батай (фр. Château du Champ de Bataille). Этот сад имеет восходящую перспективу, его уровни повышаются по мере удаления от дворца, подобно садам испанского дворца Ла-Гранха. Завершающим этапом «восхождения» вдоль главной перспективы сада является большой прямоугольный бассейн. Подобно классическим регулярным паркам, в садах Шан-де-Батай важное место отведено системе символов, которую Жак Гарсиа слегка изменил добавив масонские и аллегорические мотивы. Сады Шан-де-Батай отличаются широкой номенклатурой использованных растений, местами экзотических, но при этом они представлены не навязчиво. Этот регулярный французский сад наглядно демонстрирует, как пропорции и сценичность могут властвовать над умами посетителей, особенно когда авторы тщательно продумали смысл каждой мелкой детали сада.

## Хронология появления выдающихся регулярных парков

### Предшественники — парки в стиле итальянского Ренессанса
- Шато Ане (1536)
- Шато Вилландри (1536 год, разрушен в XIX веке, восстановление начато в 1906 году)
- Шато Фонтенбло (1522—1540)
- Шато Шенонсо, сады Дианы де Пуатье и Екатерины Медичи (1559—1570)

### Сады, созданные Андре Ленотром[28]
- Дворец Во-ле-Виконт (1658—1661)
- Сады и парк Версаля (1662—1700)
- Дворец Шантийи (1663—1684)
- Дворец Фонтенбло (1645—1685)
- Дворец Сен-Клу (1664—1665)
- Сады Тюильри (1664)
- Большой Канал в парке Версаля (1668—1669)
- Сен-Жерменский дворец (1669—1673)
- Замок в Со (1670)
- Шато Дампьерр (1673—1783)
- Большой Трианон в Версале (1687—1688)
- Шато Кланьи (1674—1680)
- Шато Мёдон
- Шато Корде (1695)
- Шато Монмирай
- Шато Пончартрейн

### Сады, создание которых приписывается Андре Ленотру
- Шато Ренси
- Шато Вальенсеузель
- Шато дю Фаж
- Шато Куранс
- Шато Кастр
- Шато Кастри
- Замок Раккониджи

### Сады последующих периодов
- Шато Бретейль (1730—1784)

### Регулярные парки XIX—XXI веков
- Парк Магалон, в Марселе, автор Эдуард Андре, 1891 год.
- Особняк и сады Немур — поместье Альфреда Дюпон, начало XX века.
- Павильон Галун в Кюкюроне, создан в 2004 году.
- Сады шато Шан-де-Батай возле нормандского города Ле-Небур; поместье французского дизайнера Жака Гарсиа.

### Регулярные сады за пределами территории Франции
- Сады Петергофа, Санкт-Петербург, Россия (1714—1725)
- Летний сад, Санкт-Петербург (1712—1725)
- Старый сад в Царском Селе, Пушкин, Россия (1717—1720)
- Усадьба Кусково, Москва, Россия (1750—1780)
- Бленхеймский дворец, Великобритания (1705—1724)
- Сады Херренхаузен, Ганновер, Германия (1676—1680)
- Замок Раккониджи, Италия (1755)
- Рундальский дворец, Латвия (1736—1740)
- Дворец Браницких, Польша (1737—1771)